# Jura o promesa del cargo (España)
La jura o promesa del cargo es un acto solemne en que una persona que ostenta un cargo público, oficial o profesional se somete solemnemente a los preceptos constitucionales, legales o estatutarios de dicho cargo.
Según las normas, deben realizar este acto solemne:
- miembros del parlamento (Diputados del Congreso, Senadores, Diputados de las Asambleas Legislativas autonómicas y miembros de las Corporaciones Locales)
- miembros del Gobierno (gobierno de la nación o gobierno de la comunidad autónoma)
- miembros de las carreras judicial y fiscal
- funcionarios de carrera
- abogados

## Miembros del Parlamento
Los miembros electos de cualquier órgano o asamblea legislativa (Diputados del Congreso, Senadores, Diputados de las Asambleas Legislativas autonómicas y miembros de las Corporaciones Locales) deben jurar o prometer su cargo tras recoger su acta de diputado o senador para ser considerado diputado o senador de pleno derecho. En virtud de los artículos 4 y 20 del Reglamento del Congreso de los Diputados, los Diputados proclamados electos habrán de prestar, en la primera sesión del Pleno a la que asistan, el juramento o promesa de acatamiento a la Constitución.

«¿Juráis o prometéis acatar la Constitución?». Esta pregunta deberá ser contestada con la expresión: «Sí, juro» o «Sí, prometo».

Desde hace años, los miembros de las distintas cámaras han venido añadiendo distintos complementos a la respuesta, que han suscitado controversia, pero han sido admitidas por el Tribunal Constitucional.

## Miembros del Gobierno

### Presidente del Gobierno
Una vez finalizada la investidura del candidato a Presidente de Gobierno y lograda la confianza del Congreso de los Diputados, el candidato investido debe jurar o prometer el cargo. El acto solemne de promesa se realiza ante S.M. el Rey de España y del titular del Ministerio de Justicia, como Notario Mayor del Reino, además de las máximas autoridades del Estado (el presidente del Congreso de los Diputados, el presidente del Senado, el presidente del Tribunal Constitucional y el presidente del Consejo General del Poder Judicial).
La fórmula que el presidente de Gobierno debe utilizar es la siguiente (puede variar en función del candidato):

Juro o Prometo, por mi conciencia y honor, cumplir fielmente con las obligaciones del cargo de presidente del Gobierno, con lealtad al Rey, y guardar y hacer guardar la Constitución como norma fundamental del Estado, así como mantener el secreto de las deliberaciones del Consejo de Ministros.

Fórmula de Jura empleada por Pedro Sánchez en el año 2023:

Prometo, por mi conciencia y honor, cumplir fielmente con las obligaciones del cargo de presidente del Gobierno, con lealtad al Rey, y guardar y hacer guardar la Constitución como norma fundamental del Estado, así como mantener el secreto de las deliberaciones del Consejo de Ministros y de Ministras.

### Titulares de cargos ministeriales (ministros o ministras)
Las personas que hayan sido designadas por el presidente de Gobierno como titulares de alguna cartera ministerial y sean por ello ministros o ministras de su gabinete, deben jurar o prometer su cargo. El acto solemne de promesa se realiza ante S.M. el Rey de España, además de las máximas autoridades del Estado (el presidente del Congreso de los Diputados, el presidente del Senado, el presidente del Tribunal Constitucional y el presidente del Consejo General del Poder Judicial). La primera persona en jurar o prometer el cargo debe ser quien ostente la cartera de Justicia, el ministro de Justicia, como Notario Mayor del Reino, ya que después actúa en calidad de Notario Mayor del Reino.
En el año 202o, esta fue la fórmula empleada por los ministros del Gobierno de España:

Prometo, por mi conciencia y honor, cumplir fielmente con las obligaciones del cargo de ministro/a de (X), con lealtad al rey, y guardar y hacer guardar la Constitución como norma fundamental del Estado, así como mantener el secreto de las deliberaciones del Consejo de Ministros.

## Miembros de las carreras judicial y fiscal
Los miembros de las carreras judicial y fiscal, sean jueces o fiscales recién admitidos en la carrera, magistrados del Tribunal Constitucional o del Tribunal Supremo deben prestar juramento.

## Funcionarios de carrera
Los funcionarios de carrera, sean que sean (estatales, autonómicos, locales; del cuerpo jurídico, ingenieros, arquitectos; profesores...), deben realizar el juramento o promesa de acatamiento de la constitución, para adquirir la condición plena de funcionario de carrera.

## Abogados
Los abogados (que ostenten el título de abogado tras la superación de la prueba de acceso) que se colegien a uno de los 83 colegios de abogados de España, deben jurar o prometer su profesión en un acto público delante de los responsables del colegio correspondiente y de su Decano.
La ceremonia es un acto solemne, donde los nuevos colegiados uno a uno deben poner la mano sobre la constitución y pronunciar el juramento. Además, cada colegiado es acompañado de su padrino o madrina, denominado "Padrino de Jura".
La fórmula empleada puede variar ligeramente dependiendo del colegio, aunque el contenido fundamental es idéntico (acatamiento de la constitución, de las leyes, del estatuto y de las normas deontológicas.
Fórmula empleada en el Colegio de Abogados de Madrid:

Juro (o prometo) acatar la Constitución y el resto del ordenamiento jurídico, cumpliendo las obligaciones que la abogacía comporta, al servicio de la sociedad y en defensa de los derechos humanos, respetando las normas deontológicas de la profesión.

Fórmula empleada en el Colegio de Abogados de Jerez:

Juro (o prometo) cumplir fielmente las obligaciones que son inherentes al ejercicio de la profesión de Abogado, con lealtad a su Majestad el Rey, cumpliendo y haciendo cumplir la Constitución, como norma fundamental, y las demás Leyes del Reino.

Fórmula empleada en el Colegio de Abogados de Valencia:

Juro (o prometo) ejercer la abogacía con lealtad, probidad y desinterés, defender la Constitución y las leyes, y guardar los secretos que me confíen.

Fórmula empleada en el Colegio de Abogados de Zaragoza:

Juro (o prometo) acatar la Constitución y el resto del Ordenamiento Jurídico, ejerciendo la profesión de abogado de buena fe, con libertad e independencia, lealtad al cliente, consideración al compañero y respeto a la parte contraria, guardando secreto de cuanto conociere por razón de mi profesión.